# Induktionskochfeld
Ein Induktionskochfeld ist ein Kochfeld, bei dem das ferromagnetische Kochgeschirr durch induktiv erzeugte Wirbelströme sowie Ummagnetisierungsverluste erwärmt wird.

## Wirkungsweise

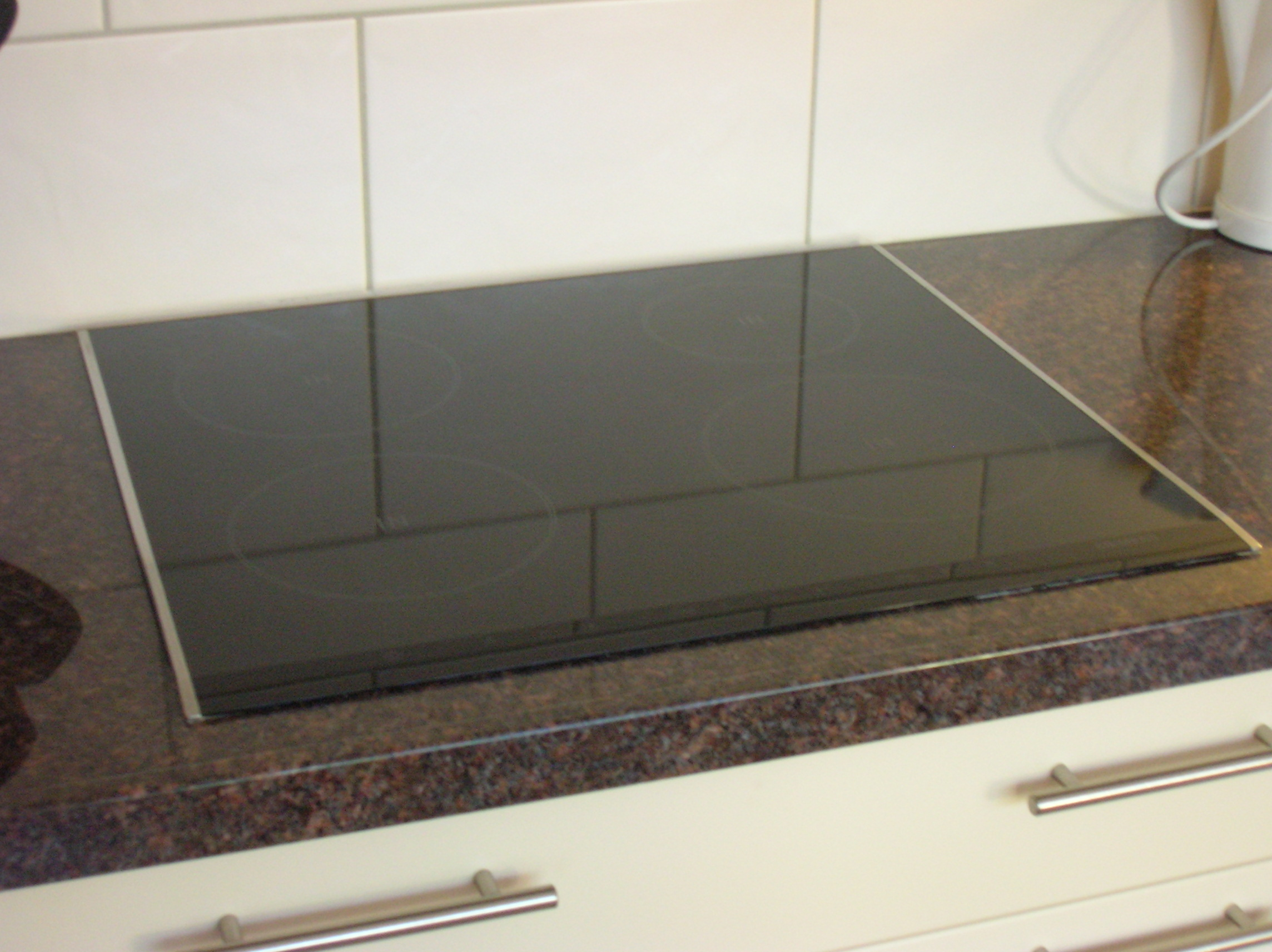
Eine Einbaukochstelle mit 4 Induktionskochfeldern und Glaskeramik-Oberfläche unterscheidet sich optisch nicht von einem konventionellen Glaskeramik-Elektrokochfeld im ausgeschalteten Zustand

Die Leistung wird in Form eines magnetischen Wechselfeldes durch eine isolierende, kalte Platte (meist Glaskeramik) hindurch in den Boden des Kochgeschirrs (Eisenlegierung) übertragen und dort aufgrund von induzierten Wirbelströmen und Ummagnetisierungsverlusten in Wärme umgewandelt. Da keine Kochplatte – wie beim konventionellen Elektroherd – erhitzt werden muss, um erst von ihr die Wärme in den Topfboden zu leiten, ist die Effizienz des Induktionsverfahrens bei kurzem Kochen und Braten höher.
Unter der Kochfläche befindet sich dazu eine von einem Hochfrequenz-Strom durchflossene Spule, die das magnetische Wechselfeld erzeugt. Die dabei übliche Frequenz liegt im Bereich von etwa 25 bis 50 kHz.
Töpfe und Pfannen für Induktionskochplatten müssen am Boden zumindest außen eine Schicht aus ferromagnetischem Material besitzen. Dies erkennt man daran, dass ein Magnet am Topfboden haften bleibt. Für einen guten Wirkungsgrad der Wandlung elektromagnetischer in Wärmeenergie muss dieses Material – wie es bei Eisenlegierungen zumeist der Fall ist – außerdem einen deutlich höheren spezifischen elektrischen Widerstand aufweisen als das gut leitende HF-Kupfer der Induktionsspule.
Weitere Aspekte der Wahl ferromagnetischer Legierungen als Bodenmaterial sind u. a.:
- Ferromagnetisches Material im Topfboden bündelt das magnetische Wechselfeld eben dort, während es sich bei nicht ferromagnetischen Topfböden, weniger gebündelt, stärker im Raum ausbreiten könnte, was zu unerwünschten Wechselwirkungen mit der Umgebung der stromdurchflossenen Spule führen kann (vgl. Elektromagnetische Umweltverträglichkeit).
- Durch den Skin-Effekt erzeugt das magnetische Wechselfeld seine Wirbelströme nur in einer dünnen Außenschicht des Topfbodens. Deshalb und weil der ohmsche Widerstand der Induktionsspule im Gegensatz zu dem des ferromagnetischen Bodenmaterials klein ist (der Wirbelstrom im Topfboden ist etwa ebenso hoch wie die Durchflutung der Induktionsspule), wird der größte Teil der zugeführten elektrischen Leistung im Topfboden in Wärme umgesetzt.
- Etwa ein Drittel der in den Topfboden eingebrachten Energie wird durch den Ummagnetisierungsverlust (Hysterese) in Wärmeenergie gewandelt.[4]

Label an Topf oder Pfanne für induktive Erhitzung

Induktionstaugliches Kochgeschirr erfüllt diese Bedingungen normalerweise und lässt sich am Symbol, das die Drahtwendel einer Spule in einem Quadrat zeigt, auf dem Topf- oder Pfannenboden erkennen. Dieses Symbol hat jedoch keine Funktionsgarantie. Man kann einen Topf nur im Praxistest auf Induktionstauglichkeit prüfen. Dabei sind dickere Böden für eine bessere Wärmeverteilung vorteilhaft.
Die meisten Induktionskochfelder schalten das Erregerfeld automatisch wieder aus, sobald sich ein zu kleiner, ungeeigneter oder auch gar kein Topf auf dem Kochfeld befindet. Allerdings kann sich die Elektronik von einem aufliegenden metallischen Gegenstand, den sie für einen Topf hält (z. B. einer Eisenplatte), täuschen lassen.

## Aufbau

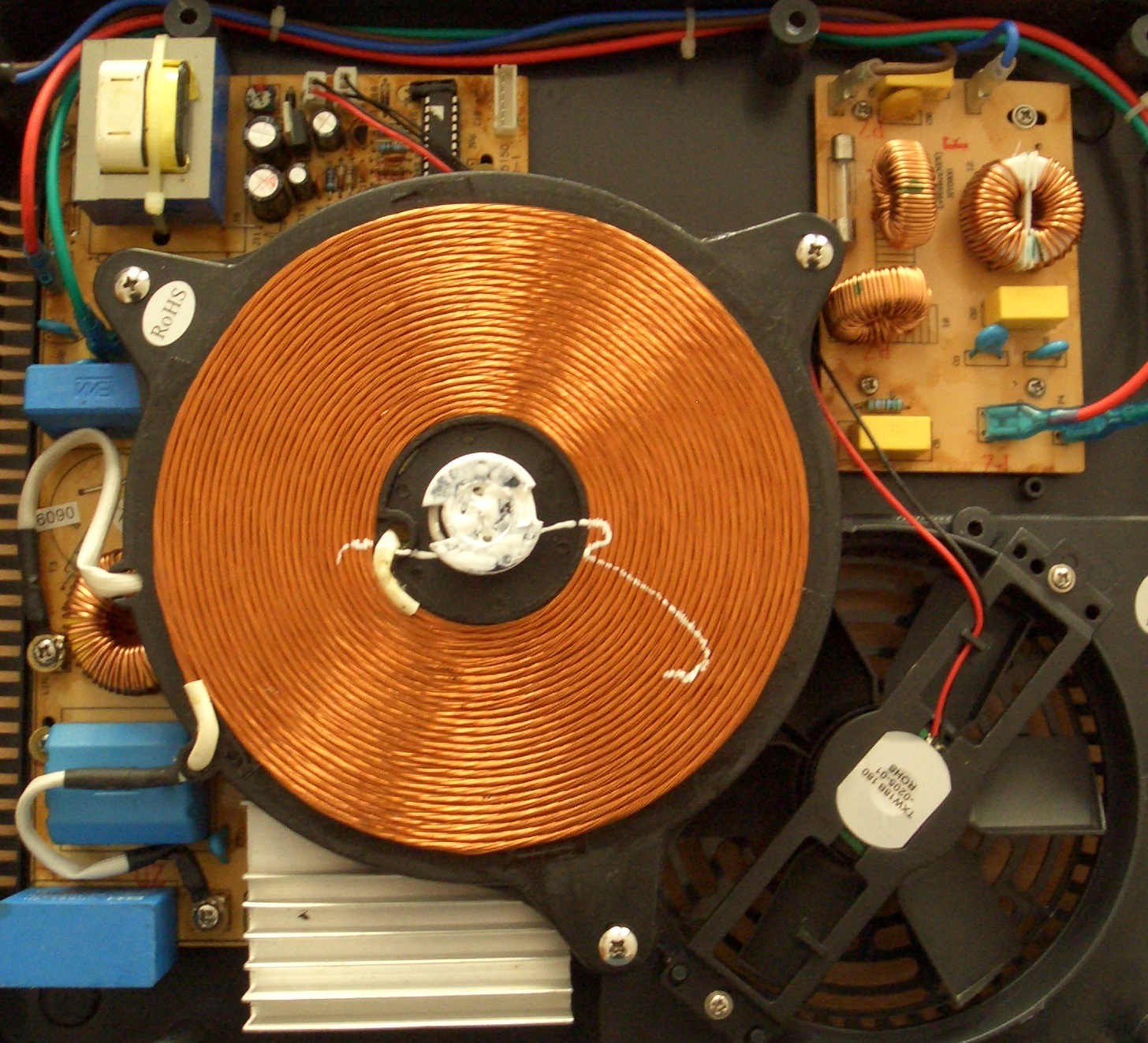
Induktionskochplatte ohne Abdeckung:
Sichtbar ist die große Kupferspule, darunter die Elektronik; rechts oben: Netzfilter; unten rechts: Ventilator zur Kühlung; links unten: blaue Kondensatoren des Resonanzkreises; unten, unter dem Aluminium-Kühlkörper: Leistungstransistor; links oben: Hilfsspannungsversorgung; weißer Knopf in der Mitte: Temperatursensor

Eine große, flache, etwa im Durchmesser der zu erwartenden Kochgeschirre, einlagige Spule aus Hochfrequenzlitze erzeugt das hochfrequente magnetische Wechselfeld unter der Kochfläche. Sie bildet mit Kondensatoren einen Schwingkreis, der von einem oder mehreren Bipolartransistoren mit isolierter Gate-Elektrode (Schalttransistoren) in Resonanz versetzt wird (Resonanzwandler oder Royer-Konverter).
Für die Leistungssteuerung gibt es verschiedene Schaltungskonzepte:
- Die Transistorschalter werden aus einem regelbaren Gleichspannungszwischenkreis gespeist. Die Gleichspannung wird über steuerbare Halbleiterdioden (Thyristoren) aus der Netzwechselspannung gewonnen.
- die Anregungsfrequenz wird variiert – wenn sie außerhalb der Resonanz liegt, sinken Spulenstrom und Leistung
- Eine Pulsweitensteuerung schaltet die volle Leistung ein und aus (Frequenz etwa 0,5 Hz). Das Verhältnis von Ein- zu Ausschaltzeit bestimmt die Heizleistung.

## Vor- und Nachteile
Die Reaktionszeit ist kurz, das Kochgeschirr erhitzt sich rasch; dadurch lässt sich der Kochvorgang besser steuern als bei einem Kochfeld mit thermisch trägen elektrischen Kochplatten.
Ein Teil der elektrischen Energie geht verloren, weil nur ein Anteil von 80 bis 90 Prozent in ein magnetisches Feld verwandelt werden kann, auch wenn das Kochfeld komplett durch den Topf- oder Pfannenboden bedeckt ist. Der Anteil an nicht genutzter Energie durch Konvektion, Wärmestrahlung und Wärmeleitung in der Kochstelle ist geringer als bei konventionellen Herdtypen, da die vorherige Erwärmung der Kochplatte entfällt. Beim Ankochen werden bis zu 30 Prozent Energie gespart.
Die Glasfläche unter dem Topf wird nur sekundär durch den Kontakt mit dem Topf erwärmt. Lebensmittelreste brennen somit kaum auf dem Kochfeld ein, was die Reinigung einfacher macht. Die Reinigung kann mechanisch (etwa mit einem Ceranfeld-Reinigungsschaber) oder aber chemisch erfolgen.
Auf einem Induktionskochfeld können nur magnetisierbare Töpfe verwendet werden. Alle nichtmetallischen sowie nicht magnetisierbare Gefäße aus Edelstahl 18/10 oder Nichteisenmetallen sind ungeeignet. Im Handel werden Platten aus ferromagnetischem Material (Induktionsadapter) angeboten, die man zwischen Topf und Kochfeld legt.
Das Kochfeld erwärmt dann diese Platte, die ihrerseits die Wärme (wie eine herkömmliche Kochplatte) an den Topf überträgt. Hierbei geht etwas Energie verloren, dafür kann man die bisherigen Kochgeschirre weiterverwenden. Auch Kochgeschirr aus Ton (z. B. Tajine), oder Keramik (z. B. Caquelon) kann mit Hilfe der Adapterplatten verwendet werden.
Zur Kühlung der Elektronik des Kochfeldes ist meist ein Lüfter eingebaut. Dieser, und andere Komponenten, können aufgrund subharmonischer Untertöne und der Modulation der Arbeitsfrequenz hörbare Geräusche wie Zirpen und Brummen verursachen. Hunde und Katzen können evtl. auch die Grundfrequenz der magnetischen Kräfte (das Doppelte der Arbeitsfrequenz) hören.
Die Elektronik ist aufwändiger als bei anderen elektrischen Herden, besonders das Hochleistungsnetzteil, das in konventionellen elektrischen Herden nicht nötig ist. 
Induktionskochplatten haben eine bessere Energieeffizienz als die konkurrierenden Verfahren Gas, Glaskeramik und Strahlungsheizung (Halogenkochfeld). Prinzipiell muss ein Gasherd etwa doppelt soviel Wärme erzeugen wie ein Induktionsherd, um die gleichen Ergebnisse zu liefern. Geht man von üblichen elektrischen Wirkungsgraden moderner Gas-und-Dampf-Kombikraftwerke bis zu 60 Prozent aus, kann ein Induktionsherd selbst dann effizienter sein als ein Gasherd, wenn der gesamte Strom aus Gas erzeugt wurde. Bei Gasherden und -Heizungen ist auch der Transport des Brennstoffs zum Endkunden zu berücksichtigen. Im globalen Süden wird oft nicht mit Gas aus (nicht vorhandenen) Leitungen, sondern aus Gasflaschen gekocht, deren Transport um Größenordnungen weniger effizient ist als der in Pipelines.
Eine stufenlose Leistungsregelung gibt es bei Induktionsherden erst in der Profiklasse. Preiswerte Geräte regeln bei niedriger Einstellung nicht die entsprechende Leistung, sondern die Frequenz, mit der die Spulen kurz mit jeweils voller Leistung pulsierend ein- und ausgeschaltet werden.

## Elektromagnetische Umweltverträglichkeit (EMUV)
Das Bundesamt für Gesundheit der Schweiz ließ 2006/07 Induktionskochherde auf Einhaltung der ICNIRP-Referenzwerte für die Magnetfeldexposition untersuchen. Grundlage der Festlegung der Referenzwerte der äußeren Felder sind Basisgrenzwerte für Feldstärken im Körperinneren, bei denen in der wissenschaftlichen Literatur ein Auftreten gesicherter gesundheitlicher Beeinträchtigungen veröffentlicht ist. Aus der niedrigsten inneren Feldgröße, bei der für den jeweiligen Frequenzbereich ein solches Auftreten beschrieben ist, werden unter der Voraussetzung der maximalen Kopplung des äußeren Feldes zur exponierten Person die Referenzwerte der äußeren Felder, hier der magnetischen Flussdichte, abgeleitet. Dabei fließt zusätzlich ein Sicherheitsfaktor ein, der auch die Datenqualität und individuelle Unterschiede der Empfindlichkeit berücksichtigt. Auch im ungünstigsten Fall kann der Referenzwert damit nicht zu einer Überschreitung des Basisgrenzwertes führen. Bei den in Induktionskochgeräten angewendeten Frequenzen ist eine im menschlichen Körper verursachte neuronale Erregung (Kribbeln, Muskelzucken und ähnliches) ausschlaggebend. Die ICNIRP-Richtlinien von 1998 ermittelten aus den bis dahin veröffentlichten Untersuchungen mit einem Sicherheitsfaktor von 50 einen Referenzwert der magnetischen Flussdichte von 6,25 µT. Die Richtlinien von 2010 konnten aufgrund der durch zwischenzeitliche Veröffentlichungen verbesserten Datenlage den Sicherheitsfaktor auf 10 reduzieren und legten den Referenzwert damit auf 27 µT fest.
Die geprüften Geräte hielten bei bestimmungsgemäßem Gebrauch in 30 Zentimeter horizontaler Entfernung vom Gerät, entsprechend der geltenden Messvorschriften, den Referenzwert von 6,25 µT der damals geltenden ICNIRP-Richtlinien ein. Bei realistischen geringeren horizontalen Abständen wurde dieser Wert teilweise überschritten, im Abstand von 1 Zentimeter vor dem Gerät erreichte er maximal 10 µT, seitlich und hinten bis zu 26 µT. Infolgedessen empfehlen das Schweizer Bundesamt für Gesundheit und das deutsche Bundesamt für Strahlenschutz einen Mindestabstand von 5 bis 10 Zentimetern zur Vorderkante des Herdes.
Oberhalb des Kochfeldes, unmittelbar neben dem Kochgeschirr waren deutlich höhere Flussdichten bis 84 µT messbar. Bei nicht bestimmungsgemäßem Gebrauch durch Verwendung zu kleiner Kochgeschirre oder durch nicht auf die Kochzone zentrierte Positionierung, wodurch die Kochzone nicht vollständig abgedeckt wird, oder durch Verwendung von Kochgeschirren mit unebenem Boden oder solchen, die nicht ferromagnetisch sind, entstehen noch stärkere Streufelder. Da den Referenzwerten die Annahme einer maximalen Kopplung, das heißt maximaler exponierter Körperquerschnitte, zugrunde liegt, was hier nicht gegeben ist, sind dennoch die Basisgrenzwerte nicht zwangsläufig überschritten. Um diese Frage zu klären, wurde Ende 2011 im Auftrag des Schweizer Bundesamts für Gesundheit eine weitere Studie zu den Wirkungen im menschlichen Körper durchgeführt.
Durch die magnetischen Wechselfelder können im Prinzip Herzschrittmacher in ihrer Funktion beeinflusst werden. Auch wenn moderne Geräte gegen solche Störeinflüsse geschützt sind, wird von den Herstellern empfohlen, mit einem Herzschrittmacher einen Mindestabstand von 40 Zentimetern zu einem Induktionskochfeld einzuhalten.
Die Induktionsspule und die Pfanne darauf bilden einen elektrischen Kondensator. Bei eingeschalteter Induktionsspule wird die Pfanne elektrisch geringfügig auf- und fortlaufend umgeladen. Wird die Pfanne berührt, kann ein geringer Ableitstrom durch den Körper fließen. Um solche Ableitströme während des Kochens zu vermeiden, empfiehlt das schweizerische Bundesamt für Gesundheit für Patienten mit Herzschrittmacher oder Defibrillator die Verwendung nichtmetallischer Kochutensilien (z. B. Kochlöffel). Moderne Induktoren werden gegen solche Ströme abgeschirmt. Dabei wird eine Graphitschicht auf das Deckblatt des Induktors aufgetragen. Diese Graphitschicht ist wiederum mit dem Erdanschluss verbunden. Bei älteren Induktoren kann es in dem Kochgeschirr zu Spannungen von über 200 V kommen. Das wird von Menschen an empfindlichen Stellen wie zum Beispiel Handrücken (Blutadern) als leichtes bis mittelstarkes Kribbeln empfunden. Nach der oben genannten Erdung darf die Spannung nicht höher als 30 V liegen.

## Elektromagnetische Verträglichkeit (EMV)

### Störemission
Induktionskochfelder emittieren elektromagnetische Wellen im unteren Langwellenbereich. Die Arbeitsfrequenz liegt jedoch unterhalb ziviler Langwellensender (kleiner 100 kHz) und auch unterhalb der vereinbarten unteren Messgrenze zur Prüfung der Elektromagnetischen Störaussendung (150 kHz).
Jedoch kann es zu Wechselwirkung mit Funkuhren kommen, da diese in Deutschland auf der Frequenz 77,5 kHz arbeiten. Während der Synchronisation mit dem DCF77-Sender wäre diese Kommunikation möglicherweise gestört. Nach Abschalten des Kochfeldes sollte diese Störung aber nicht mehr bestehen.
Weitere Störungen bei höheren Frequenzen werden durch die Leistungshalbleiter (IGBT, Thyristoren) erzeugt; sie müssen hinsichtlich Netzrückwirkung (leitungsgebundene Störungen) und Abstrahlung so gering wie auch bei anderen Elektrogeräten sein und sind durch die CE-Kennzeichnung vom Hersteller zugesichert.
Bei Unterschreitung des Mindestabstandes zu einer Induktionskochplatte kann bei elektronischen Schaltungen eine allgemeine Funktionsstörung oder sogar dauerhafte Beschädigung – z. B. bei RFID-Transpondern – nicht ausgeschlossen werden.

### Störimmunität
Induktionsherde enthalten komplexe elektronische Baugruppen und sind daher potentiell empfindlicher gegenüber transienten Überspannungen im Stromnetz als andere Elektroherde. Der Schutz der Elektronik durch geeignete Maßnahmen ist Aufgabe des Konstrukteurs und ebenfalls durch das CE-Zeichen zuzusichern.

## Geschichte

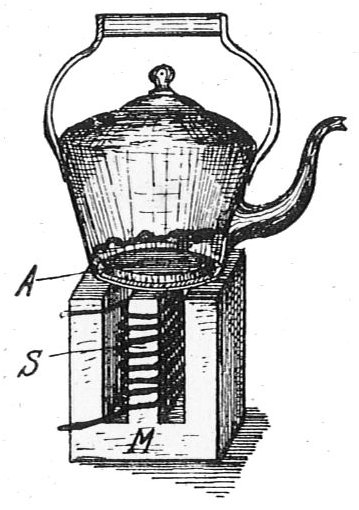
Historischer Induktionskocher, 1909

Erste Patente für Induktionsherde gab es bereits kurz nach 1900 in England. Eine praktische Anwendung der Erfindung unterblieb damals aber. Im Jahr 1956 wurden in den USA vom Haushaltsgerätehersteller Frigidaire, damals ein Tochterunternehmen von General Motors, einige Versuchsgeräte dem Publikum vorgeführt, bei denen zwischen Herdplatte und Topf eine Zeitung gelegt wurde, die nicht in Brand geriet, obwohl das Wasser im Topf anfing zu kochen. Die einzelne Platte war auch mit einer Glasglocke abgedeckt. Auch hier gab es keine Serienfertigung. Zwischen 1973 und 1975 stellte Westinghouse einen Induktionsherd aus weißer Keramik her, der unter dem Namen Cool Top 2 (CT2) vertrieben wurde. Die Kosten dieses Gerätes waren enorm und betrugen einschließlich des mitverkauften Kochgeschirrs 1500 Dollar, was umgerechnet in Kaufkraft von 2017 einem Betrag von 8260 Dollar entspricht. Möglicherweise auch deshalb war die Nachfrage nur gering.
Ende der 1970er- und in den 1980er-Jahren wurden in Frankreich von Thomson-Brandt große Induktionsherde mit mehreren Kilowatt Leistung für Kantinen und Großküchen hergestellt. Etwa ab Mitte der 1980er-Jahre wurden in den USA von Kenmore, einer Tochter von Sears, Induktionsherde verkauft, die mit einem selbstreinigenden Backofen kombiniert waren.
Heute werden in Europa die meisten Induktionsherde in Frankreich verkauft. Im Jahr 2017 hatten sie einen Marktanteil von 55,8 Prozent von allen neu verkauften Küchenherden.

## Marktentwicklung
| Jahr | Anteil |
| ---- | ------ |
| 2004 | 12 %   |
| 2005 | 14 %   |
| 2006 | 18 %   |
| 2007 | 23 %   |
| 2008 | 28 %   |
| 2009 | 30 %   |
| 2010 | 34 %   |